# 派恩霍爾 (北卡羅萊納州)
派恩霍爾（英語：Pine Hall）是位於美國北卡羅萊納州斯托克斯縣的非建制地區。

## 歷史
派恩霍爾的郵局自1853年營運至今。

## 地理
派恩霍爾所處的海拔為高於海平面196米（即643英呎），而該地所採用的時區為UTC-5，即北美东部时区（EST）。同時該地設有夏令時間，為UTC-5調快一小時，即UTC-4（EDT）。